# Serie A 1953 (hockey su pista)
La Serie A 1953 è stata la 30ª edizione (la 4ª a girone unico), del torneo di primo livello del campionato italiano di hockey su pista. La competizione ha avuto inizio il 13 giugno e si è conclusa il 26 settembre 1953.
Lo scudetto è stato conquistato dal Monza per la seconda volta nella sua storia.

## Stagione

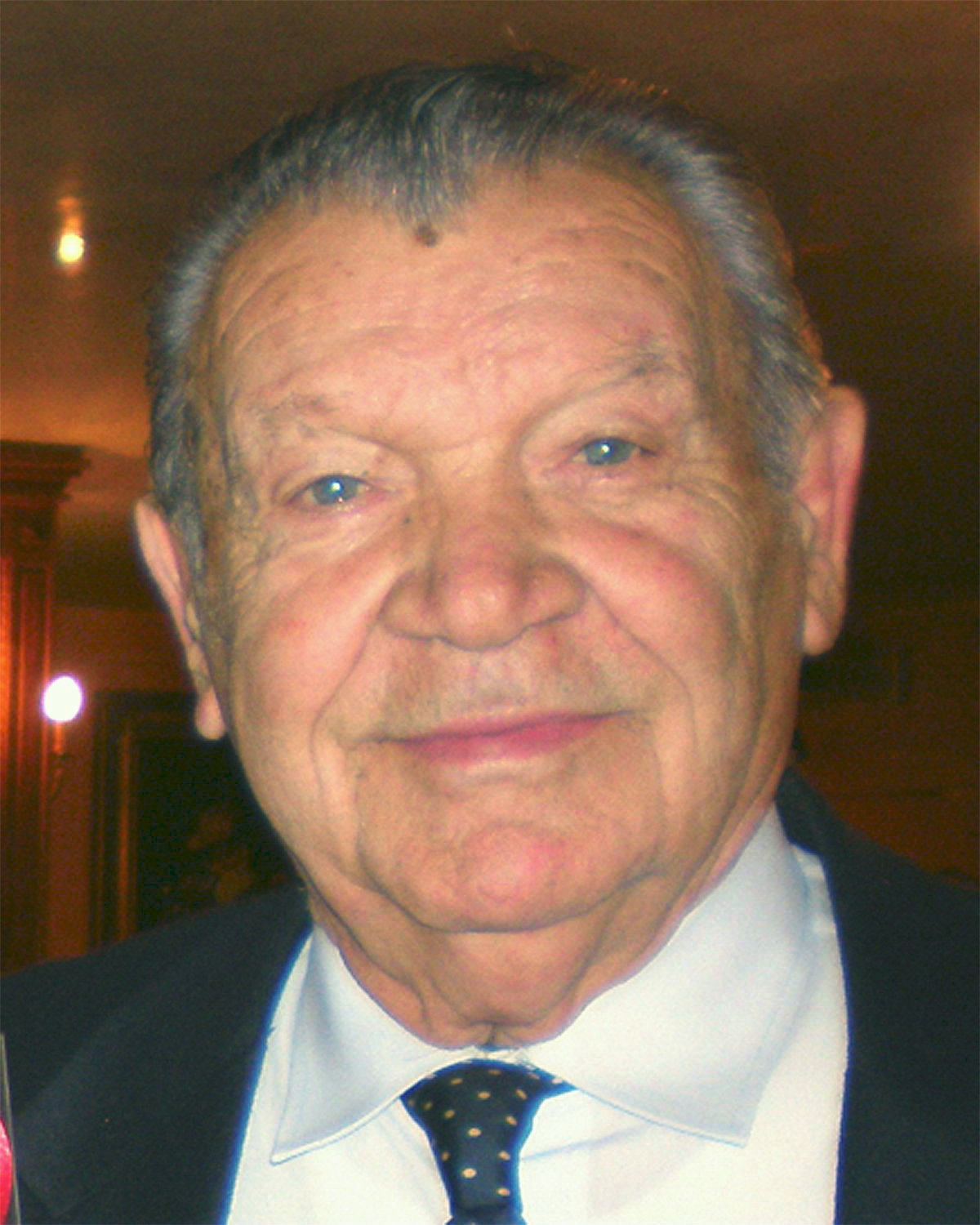
Ferruccio Panagini, capocannoniere del torneo.

### Novità
A prendere il testimone del DLF Trieste retrocesso in serie B vi fu, vincendo il campionato cadetto, l'Amatori Modena. Al torneo parteciparono: Bolzanetese, Marzotto Valdagno, Edera Trieste, Monza, Novara, Pirelli, Triestina e appunto l'Amatori Modena.

### Formula
La formula del campionato fu la stessa della stagione precedente; la manifestazione fu organizzata con un girone all'italiana, con gare di andata e ritorno per un totale di 14 giornate: erano assegnati 2 punti per l'incontro vinto e un punto a testa per l'incontro pareggiato, mentre non ne era attribuito alcuno per la sconfitta. Al termine del campionato la prima squadra classificata venne proclamata campione d'Italia mentre l'ottava classificata retrocedette in Serie B.

### Avvenimenti
Il campionato iniziò il 13 giugno 1953 e fu dominato come di consueto dal Monza,  dal Novara e  dalla Triestina. Fu il Monza con dieci vittorie e due pareggi (conquistati contro la Triestina) che sbaragliò le altre squadre non conoscendo alcuna sconfitta. All'ultima giornata i monzesi vinsero la gara contro il Pirelli e si laurearono per la seconda volta nella sua storia campione d'Italia. La Bolzanetese si ritirò dal torneo dopo la 12ª giornata e retrocedette in serie B; Ferruccio Panagini del Novara segnando 45 reti fu capocannoniere del torneo.

## Squadre partecipanti
| Club              | Stag.    | Città         | Impianto                         | Stagione precedente              |
| ----------------- | -------- | ------------- | -------------------------------- | -------------------------------- |
| Amatori Modena    | dettagli | Modena        | Pista da ballo del Rifugio Verde | 1º in Serie B, promosso          |
| Bolzanetese       | n.d.     | Genova        | Pista Ns. Signora della Neve     | 6º in Serie A                    |
| Edera Trieste     | dettagli | Trieste       | Pista di Viale Miramare          | 5º in Serie A                    |
| Marzotto Valdagno | dettagli | Valdagno (VI) | Pista Cavalchina                 | 4º in Serie A                    |
| Monza             | dettagli | Monza (MI)    | Pista di via Boccaccio           | 2º in Serie A                    |
| Novara            | dettagli | Novara        | Pista in viale Buonarroti        | 3º in Serie A                    |
| Pirelli           | n.d.     | Milano        | ?                                | 7º in Serie A                    |
| Triestina         | dettagli | Trieste       | Pista di Viale Miramare          | 1º in Serie A, campione d'Italia |

### Allenatori e primatisti
| Squadra           | Allenatore     | Cannoniere              |
| ----------------- | -------------- | ----------------------- |
| Amatori Modena    |                |                         |
| Bolzanetese       |                |                         |
| Edera Trieste     |                |                         |
| Marzotto Valdagno |                |                         |
| Monza             | Orazio Zorloni |                         |
| Novara            | Carlo Ciocala  | Ferruccio Panagini (45) |
| Pirelli           |                |                         |
| Triestina         | Mario Cergol   |                         |

## Classifica finale
|  | Pos.  | Squadra           | Pt       | G  | V  | N | P  | GF | GS  | DR  |
|  | ----- | ----------------- | -------- | -- | -- | - | -- | -- | --- | --- |
|  | 1.    | Monza             | 22       | 12 | 10 | 2 | 0  | 78 | 39  | +39 |
|  | 2.    | Novara            | 18       | 12 | 9  | 0 | 3  | 72 | 53  | +19 |
|  | 3.    | Triestina         | 16       | 12 | 7  | 2 | 3  | 79 | 40  | +39 |
|  | 4.    | Edera Trieste     | 11       | 12 | 5  | 1 | 6  | 75 | 68  | +7  |
|  | 5.    | Pirelli           | 8        | 12 | 4  | 0 | 8  | 49 | 68  | -19 |
|  | 6.    | Marzotto Valdagno | 5        | 12 | 2  | 1 | 9  | 36 | 69  | -33 |
|  | 7.    | Amatori Modena    | 4        | 12 | 2  | 0 | 10 | 60 | 112 | -52 |
|  | [ 1 ] | Bolzanetese       | Ritirata |    |    |   |    |    |     |     |

Legenda:
      Campione d'Italia.
      Retrocessa in Serie B.
Note:
Due punti a vittoria, uno a pareggio, zero a sconfitta.

## Risultati

### Tabellone
| 1953              | AmMo | Bolz | Eder | MarV | Monz | Nova | Pire | Trie |
| ----------------- | ---- | ---- | ---- | ---- | ---- | ---- | ---- | ---- |
| Amatori Modena    | –––– | 6-6  | 8-19 | 6-7  | 6-8  | 3-10 | 8-2  | 4-8  |
| Bolzanetese       | 8-6  | –––– | 9-3  | 0-5  | 6-8  | 2-15 | n.d. | 5-12 |
| Edera Trieste     | 14-6 | n.d. | –––– | 10-2 | 3-4  | 0-7  | 6-4  | 5-3  |
| Marzotto Valdagno | 1-5  | 7-3  | 5-5  | –––– | 3-5  | 2-5  | 3-4  | 3-6  |
| Monza             | 16-2 | 7-1  | 8-3  | 4-1  | –––– | 11-7 | 8-4  | 4-4  |
| Novara            | 8-4  | 17-3 | 6-5  | 6-2  | 1-4  | –––– | 10-8 | 8-6  |
| Pirelli           | 6-4  | 13-9 | 6-4  | 3-4  | 3-4  | 3-4  | –––– | 5-3  |
| Triestina         | 13-4 | 5-0  | 9-1  | 10-3 | 2-2  | 5-0  | 10-1 | –––– |

### Calendario
| Andata (1ª) | Andata (1ª) | Prima giornata               | Ritorno (8ª) | Ritorno (8ª) |
|             |             |                              |              |              |
| 13 giu.     | 6-8         | Bolzanetese-Monza            | 1-7          | 1º ago.      |
| 13 giu.     | 14-6        | Edera Trieste-Amatori Modena | 19-8         | 1º ago.      |
| 13 giu.     | 3-6         | Marzotto Valdagno-Triestina  | 3-10         | 1º ago.      |
| 13 giu.     | 3-4         | Pirelli-Novara               | 8-10         | 1º ago.      |

| Andata (2ª) | Andata (2ª) | Seconda giornata                 | Ritorno (9ª) | Ritorno (9ª) |
|             |             |                                  |              |              |
| 20 giu.     | 6-7         | Amatori Modena-Marzotto Valdagno | 5-1          | 22 ago.      |
| 20 giu.     | 8-3         | Monza-Edera Trieste              | 4-3          | 22 ago.      |
| 20 giu.     | 17-3        | Novara-Bolzanetese               | 15-2         | 22 ago.      |
| 20 giu.     | 10-1        | Triestina-Pirelli                | 3-5          | 22 ago.      |

| Andata (3ª) | Andata (3ª) | Terza giornata          | Ritorno (10ª) | Ritorno (10ª) |
|             |             |                         |               |               |
| 27 giu.     | 5-12        | Bolzanetese-Triestina   | 0-5           | 29 ago.       |
| 27 giu.     | 0-7         | Edera Trieste-Novara    | 5-6           | 29 ago.       |
| 27 giu.     | 3-5         | Marzotto Valdagno-Monza | 1-4           | 29 ago.       |
| 27 giu.     | 6-4         | Pirelli-Amatori Modena  | 2-8           | 29 ago.       |

| Andata (4ª) | Andata (4ª) | Quarta giornata            | Ritorno (11ª) | Ritorno (11ª) |
|             |             |                            |               |               |
| 4 lug.      | 8-6         | Bolzanetese-Amatori Modena | 6-6           | 5 set.        |
| 4 lug.      | 6-2         | Novara-Marzotto Valdagno   | 5-2           | 5 set.        |
| 4 lug.      | 3-4         | Pirelli-Monza              | 4-8           | 5 set.        |
| 4 lug.      | 9-1         | Triestina-Edera            | 3-5           | 5 set.        |

| Andata (5ª) | Andata (5ª) | Quinta giornata               | Ritorno (12ª) | Ritorno (12ª) |
|             |             |                               |               |               |
| 11 lug.     | 3-10        | Amatori Modena-Novara         | 4-8           | 12 set.       |
| 11 lug.     | 6-4         | Edera Trieste-Pirelli         | 4-6           | 12 set.       |
| 11 lug.     | 7-3         | Marzotto Valdagno-Bolzanetese | 5-0           | 12 set.       |
| 11 lug.     | 4-4         | Monza-Triestina               | 2-2           | 12 set.       |

| Andata (6ª) | Andata (6ª) | Sesta giornata            | Ritorno (13ª) | Ritorno (13ª) |
|             |             |                           |               |               |
| 18 lug.     | 9-3         | Bolzanetese-Edera Trieste | n.d.          | 19 set.       |
| 18 lug.     | 3-4         | Marzotto Valdagno-Pirelli | 4-3           | 19 set.       |
| 18 lug.     | 11-7        | Monza-Novara              | 4-1           | 19 set.       |
| 18 lug.     | 13-4        | Triestina-Amatori Modena  | 8-4           | 19 set.       |

| \| Andata (7ª) \| Andata (7ª) \| Settima giornata \| Ritorno (14ª) \| Ritorno (14ª) \| \| \| \| \| \| \| \| 25 lug. \| 6-8 \| Amatori Modena-Monza \| 2-16 \| 26 set. \| \| 25 lug. \| 10-2 \| Edera-Marzotto Valdagno \| 5-5 \| 26 set. \| \| 25 lug. \| 8-6 \| Novara-Triestina \| 0-5 \| 26 set. \| \| 25 lug. \| 13-9 \| Pirelli-Bolzanetese \| n.d. \| 26 set. \| |             |                         |               |               |
| Andata (7ª) | Andata (7ª) | Settima giornata        | Ritorno (14ª) | Ritorno (14ª) |
| |             |                         |               |               |
| 25 lug. | 6-8         | Amatori Modena-Monza    | 2-16          | 26 set.       |
| 25 lug. | 10-2        | Edera-Marzotto Valdagno | 5-5           | 26 set.       |
| 25 lug. | 8-6         | Novara-Triestina        | 0-5           | 26 set.       |
| 25 lug. | 13-9        | Pirelli-Bolzanetese     | n.d.          | 26 set.       |

## Verdetti
| Verdetto               | Club              |
| ---------------------- | ----------------- |
| Campione d'Italia 1953 | Monza (2º titolo) |
| Retrocesse in Serie B  | Bolzanetese       |

### Squadra campione
| N° | Naz.              | Ruolo | Sportivo          |  |  |  |
| -- | ----------------- | ----- | ----------------- |  |  |  |
| ?  | Italia (bandiera) | E     | Umberto Arnaboldi |  |  |  |
| ?  | Italia (bandiera) | P     | Bruno Bolis       |  |  |  |
| ?  | Italia (bandiera) | E     | Aldo Gelmini      |  |  |  |
| ?  | Italia (bandiera) | E     | Maurizio Gelmini  |  |  |  |
| ?  | Italia (bandiera) | E     | Emilio Levati     |  |  |  |
| ?  | Italia (bandiera) | E     | Gianni Pennati    |  |  |  |
| ?  | Italia (bandiera) | P     | Antonio Patrini   |  |  |  |
| ?  | Italia (bandiera) | E     | Alberto Zaffaroni |  |  |  |

- Allenatore:  Orazio Zorloni

## Statistiche del torneo

### Capoliste solitarie
|    | ——   | —— | —— | ——   | —— | ——   | ——   | ——    | ——    | ——    | ——  | ——    | ——    | —— |  |
|    | Tri. |    |    | Nov. |    | Mon. | Nov. | Monza | Monza | Monza |     | Monza | Monza |    |  |
|    |      |    |    |      |    |      |      |       |       |       |     |       |       |    |  |
|    |      |    |    |      |    |      |      |       |       |       |     |       |       |    |  |
| 1ª | 2ª   | 3ª | 4ª | 5ª   | 6ª | 7ª   | 8ª   | 9ª    | 10ª   | 11ª   | 12ª | 13ª   | 14ª   |    |  |

### Classifica in divenire
|                   | 1ª | 2ª | 3ª | 4ª | 5ª | 6ª | 7ª | 8ª | 9ª | 10ª | 11ª | 12ª | 13ª | 14ª |
| ----------------- | -- | -- | -- | -- | -- | -- | -- | -- | -- | --- | --- | --- | --- | --- |
| Amatori Modena    | 0  | 0  | 0  | 0  | 0  | 0  | 0  | 0  | 2  | 4   | 4   | 4   | 4   | 4   |
| Bolzanetese       |    |    |    |    |    |    |    |    |    |     |     |     |     |     |
| Edera Trieste     | 2  | 2  | 2  | 2  | 4  | 4  | 6  | 8  | 8  | 8   | 10  | 10  | 10  | 11  |
| Marzotto Valdagno | 0  | 2  | 2  | 2  | 2  | 2  | 2  | 2  | 2  | 2   | 2   | 2   | 4   | 5   |
| Monza             | 0  | 2  | 4  | 6  | 7  | 9  | 11 | 11 | 13 | 15  | 17  | 18  | 20  | 22  |
| Novara            | 2  | 2  | 4  | 6  | 8  | 8  | 10 | 12 | 12 | 14  | 16  | 18  | 18  | 18  |
| Pirelli           | 0  | 0  | 2  | 2  | 2  | 4  | 4  | 4  | 6  | 6   | 6   | 8   | 8   | 8   |
| Triestina         | 2  | 4  | 4  | 6  | 7  | 9  | 9  | 11 | 11 | 11  | 11  | 12  | 14  | 16  |

### Record squadre
- Maggior numero di vittorie: Monza (10)
- Minor numero di vittorie: Amatori Modena e Marzotto Valdagno (2)
- Maggior numero di pareggi: Monza e Triestina (2)
- Minor numero di pareggi: Amatori Modena, Novara e Pirelli (0)
- Maggior numero di sconfitte: Amatori Modena (10)
- Minor numero di sconfitte: Monza (0)
- Miglior attacco: Triestina (79 reti realizzate)
- Peggior attacco: Marzotto Valdagno (36 reti realizzate)
- Miglior difesa: Monza (39 reti subite)
- Peggior difesa: Amatori Modena (112 reti subite)
- Miglior differenza reti: Monza e Triestina (+39)
- Peggior differenza reti: Amatori Modena (-52)

### Classifica cannonieri
| Gol |  |  | Giocatore          | Squadra |
| --- |  |  | ------------------ | ------- |
| 45  |  |  | Ferruccio Panagini | Novara  |